# Böhm & Sohn Musikverlag
Die Böhm & Sohn Musikverlag GmbH (bis 2023: Anton Böhm & Sohn GmbH & Co. KG) ist ein Musikverlag mit Sitz in Augsburg, der mit einer Spezialisierung auf weltliche bzw. geistliche Vokalmusik sowie katholische Kirchenmusik zu einem der ältesten und größten Musikverlage Europas aufgestiegen war. Heute vertreibt er vorwiegend auf digitalem Wege Noten und Urheberrechte von Kompositionen unterschiedlichster Couleur.

## Geschichte
Der Verlag wurde 1803 von Andreas Böhm gegründet, später an dessen Sohn Anton Böhm übergeben.
Er ist einer der zehn ältesten Musikverlage in Deutschland. Noch heute (2023) ist er in siebter Generation in Familienbesitz:
Andreas (Gründer) → Sohn Anton (Namensgeber) → Sohn Moritz → Sohn Theodor → Nichte Johanna Ballinger († 1999) (Tochter der Schwester Theodors, Maria Specht) und ihr Ehemann Friedrich Ballinger († 1986) → Neffe Thomas Ballinger-Amtmann (1955–2022) → Dorothea Ballinger-Amtmann, vom plötzlichen Tod ihres Mannes im Januar 2022 an bis Juli 2025 geschäftsführende Inhaberin. Im Juli 2025 wurde der Verlag durch weitere, dem Unternehmen langjährig verbundene, Gesellschafter verstärkt und firmiert seither unter der Geschäftsführung von Leonhard Fitz.

## Unternehmensaktivitäten
Der Verlagsschwerpunkt lag traditionell auf der weltlichen und geistlichen Chormusik sowie der Orgelmusik, vor allem für die katholische Liturgie. Im Zuge eines tiefgreifenden zukunftsorientierten Strategieprozesses bietet der Verlag seit geraumer Zeit aber auch eine Plattform für Musik der unterschiedlichsten Stile, Sparten und Epochen.
Dem Verlag angeschlossen war ebenfalls in Augsburg eine Musikalienhandlung mit einer Tonträgerabteilung (Klassik), Musikalien, Musikbuch und anderen musikbezogenen Waren. Dieses stationäre Ladengeschäft wurde jedoch zum 12. März 2016 endgültig geschlossen. Alle dort erhältlichen Notenausgaben sind jedoch weiterhin im Online-Handel zu beziehen.
Aufgrund mehrerer externer Faktoren wurde mit dem Jahr 2022 ein umfassender Umbau des Unternehmens angestoßen. Durch die weitestgehend vollständige Umstellung des Kataloges auf Print-on-Demand, können nicht mehr erhältliche Werke aus dem umfangreichen Verlagsarchiv wieder zugänglich gemacht werden. Dies geschieht seit Mitte 2025 in Partnerschaft mit dem Ancora Verlagsservice. Ebenfalls sind seitdem nahezu alle der über 12.000 im Verlagsregister vorhandenen Ausgaben im neu entstandenen Print-on-Demand-Vertrieb über den Online-Shop des Verlags sowie alle gängigen Grossisten und Musikalienhändler - online wie vor Ort - erhältlich.

## Belege
1. ↑  Anton Böhm und Sohn – Musikverlag. Abgerufen am 17. Oktober 2023 (deutsch).

Koordinaten: 48° 22′ 32″ N, 10° 53′ 24,3″ O